# Бакуцци, Дейв
Дэвид Рено Бакуцци (12 октября 1940 — 21 апреля 2020) — английский футболист и тренер, который играл за «Арсенал», «Манчестер Сити» и «Рединг». Он также представлял юношескую сборную Англии. В 1970 году Бакуцци переехал в Ирландию, где работал играющим тренером «Корк Хибернианс», после чего ещё десять лет тренировал «Хоум Фарм». Позже он открыл туристическое агентство в Дублине.

## Ранние годы
Бакуцци родился в Лондоне в районе Ислингтон в англо-итальянской семье. Его дедушка и бабушка по отцовской линии родом из Милана. Его отец, Джо Бакуцци, также был профессиональным футболистом, выступал в качестве защитника за «Фулхэм» и сборную Англии, пережил Вторую мировую войну.

## Игровая карьера
Бакуцци начал свою карьеру в «Истборн Юнайтед» под руководством тренера Рона Гринвуда. Когда Гринвуд был назначен помощником тренера в «Арсенале», Бакуцци в конечном итоге последовал за ним.
В марте 1958 года Бакуцци подписал контракт с «Арсеналом» как любитель, а затем в мае 1959 года — как профессионал. 18 февраля 1961 года он дебютировал в первом дивизионе, заменив травмированного Лена Уиллса, его команда победила «Вест Бромвич Альбион» со счётом 3:2. В течение сезона 1961/62 он делил место основного правого защитника с Эдди Мэджиллом, проведя 22 игры. В следующем сезоне он проиграл конкуренцию Мэджиллу, в итоге Бакуцци сыграл лишь 11 матчей за первую команду в сезонах 1962/63 и 1963/64. Тем не менее, он помог резервной команде «Арсенала» выиграть Футбольную комбинацию в сезоне 1962/63. Всего он сыграл 48 матчей за первую команду «Арсенала».
24 апреля 1964 года Бакуцци подписал контракт с «Манчестер Сити» за 25000 фунтов стерлингов и дебютировал в клубе во второй игре сезона 1964/65, его команда разгромила «Лейтон Ориент» со счётом 6:0. В течение сезона, в котором «Сити» выиграл второй дивизион, он сыграл в общей сложности 44 матча, больше сыграл только один футболист «Сити», Алан Оукс. Под руководством нового тренера Джо Мерсера Бакуцци начал сезон 1965/66 как основной правый защитник, но по ходу сезона его место занял Бобби Кеннеди. После ещё 16 матчей за «Сити» он перешёл в «Рединг».
9 сентября 1966 года Бакуцци подписал контракт с «Редингом» за плату в размере 5000 фунтов стерлингов. 31 января 1968 года «Рединг» сыграл против бывшего клуба Бакуцци «Манчестер Сити» в кубке Англии. «Рединг» на выезде сумел не пропустить (0:0), но затем проиграл повторный матч со счётом 7:0.

## Тренерская карьера
В мае 1970 года Бакуцци присоединился к «Корк Хибернианс» в качестве играющего тренера. Первоначально, получив письмо от клуба, Бакуцци думал, что к ему пишут из экзотической страны — он получил телеграмму с орфографической ошибкой, где вместо «Корк, Ирландия» (англ. Cork, Ireland) было написано в «остров Корк» (англ. Cork Island). Бакуцци впоследствии привёл клуб к титулу чемпиона в 1971 году, обыграв в плей-офф «Шемрок Роверс». Затем в 1972 и 1973 годах он также дважды подряд выиграл кубок Ирландии.
В 1974 году Бакуцци был назначен тренером «Хоум Фарм», а в 1975 году первый и единственный раз привёл клуб к победе в кубке. Команда прошла «Дандолк», «Корк Селтик» и «Сент-Патрикс Атлетик» в более ранних раундах, а затем с минимальным счётом победила «Шелбурн» в финале. В результате «Хоум Фарм» стал первой любительской командой, которая выиграла кубок Ирландии за сорок лет. В следующем сезоне «Хоум Фарм» играл в Кубке обладателей кубков, соперником французской команды «Ланс». Команды сыграл вничью 1:1 в Ирландии, но на выезде «Хоум Фарм» проиграл со счётом 6:0.
Как тренер «Хоум Фарм», Бакуцци подготовил несколько игроков сборной Ирландии: Ронни Уилан, Кен Демандж и Брайан Муни — все трое впоследствии подписали контракты с «Ливерпулем». Однако он также отказался от возможности подписать молодого Пола Макграта, который приходил в клуб на просмотр.
Он также руководил сборной Ирландской лиги в ходе отборочных соревнований на Олимпийские игры 1976 и 1980 годов и любительской сборной, которая прошла отборочный турнир на Любительский кубок УЕФА 1978 года.
В 1985 году он был помощником Джима Маклафлина в «Шемрок Роверс».

## Смерть
Бакуцци скончался 21 апреля 2020 года в возрасте 79 лет в Университетской больнице Святого Винсента в Дублине от COVID-19.

## Достижения
- Второй дивизион Футбольной лиги: 1964/65
- Чемпионат Ирландии: 1970/71
- Кубок Ирландии: 1972, 1973, 1975